# Elias Linderoth
Elias Linderoth, född 1620, död 1691, var en svensk brukspatron.

## Biografi
Elias Linderoth föddes 1620. Han var son till kyrkoherden Laurentius Theodori i Tjällmo församling och Brita. Linderoth blev 24 november 1669 bergsfogde i Filipstads och Karlskoga bergslager och blev 1672 inspektor över dessa bergslager. Han tog avsked 3 februari 1675 från arbetet som bergsfogde. Linderoth avled i början av 1691 och begravdes i Bjurtjärns kyrka.

### Egendom
Linderoth ägde Alkvetterns herrgård i Bjurtjärns socken och Lanfors i Bjurtjärns socken. Han arrenderade bruk i Fellingsbro socken. Han köpte Alkvetterns herrgård av överstelöjtnanten Nils Liliehöök.

### Familj
Linderoth var gift med Catharina Danckwardt (död 1710), dotter till Daniel Mattsson Danckwardt och Anna Danckwardt. De fick tillsammans barnen Daniel Linroth (1652–1674), brukspatronen Johan Linroth (1653–1720) på Bjurbäcks bruk, brukspatronen Elias Linroth (1654–1722), Brita Linroth (född 1655) som var gift med häradshövdingen Elis Alm och landskamreren Pehr Larsson Thorsell i Örebro län, Anna Linroth (född 1657) som var gift med brukspatronen Magnus Lewin och häradshövdingen Johan Adlerklo, Christina Linroth (1658–1658), Catharina Linroth (född 1666) som var gift med överdirektören Hans Ehrenpreus, David Linroth (1668–1691), Maria Linroth (1670–1747) som var gift med häradshövdingen Erik Gyllenflycht, generaladjutanten Gustaf Linroth (1672–1709), löjtnanten Daniel Linroth (1675–1702).